# My Happy Ending
My Happy Ending – ballada pop-rockowa napisana i wyprodukowana wspólnie przez Avril Lavigne i Butcha Walkera. Utwór trafił na drugi album wokalistki, Under My Skin z 2004 roku. Utwór jest drugim międzynarodowym singlem z krążka wydanym w tym roku i stał się trzecim pod względem popularności singlem piosenkarki w Stanach Zjednoczonych i Australii, osiągając pierwszą dziesiątkę na listach przebojów w obu krajach i wyprzedzając pod tym względem pierwszy singel z albumu, „Don’t Tell Me”. W Wielkiej Brytanii utwór uplasował się w pierwszej piątce, natomiast w USA i Hiszpanii zajął 9. pozycję. RIAA odznaczyła „My Happy Ending” platyną w styczniu 2005 roku. Był to drugi platynowy singel Lavigne po „Complicated” z 2002 roku. W piosence występuje wulgaryzm shit, który przyczynił się do pojawienia się niewielkich kontrowersji. Jako że piosenka była bardzo popularna w stacji Radio Disney, która to jest skierowana głównie do dzieci, słowo shit zostało zastąpione wyrażeniem stuff.

## Teledysk
Klip wideo do piosenki wyreżyserowany przez Meierta Avisa przedstawia Lavigne w sali kinowej oglądającą wspomnienia z czasów, gdy ona i jej chłopak byli razem.

## Inne
Utwór został wykorzystany w piątym sezonie serialu CSI: Kryminalne zagadki Las Vegas, w odcinku „Mea Culpa” z 25 listopada 2004 roku oraz w czwartym sezonie serialu Tajemnice Smallville, w odcinku zatytułowanym „Facade” z 6 października 2004 roku.

## Formaty singli
Brytyjski CD single 1
1. „My Happy Ending” (Album Version)
2. „Take It” (początkowo nie wydany)

Brytyjski CD single 2
1. „My Happy Ending”
2. „My Happy Ending” (Live Acoustic Version)
3. „Take Me Away” (Live Acoustic Version)
4. „My Happy Ending” (Teledysk)

Brytyjski CD promo
1. „My Happy Ending” (Explicit Album Version)
2. „My Happy Ending” (Clean Radio Edit)

Niemiecki, włoski i tajwański CD single
1. „My Happy Ending” (Album Version)
2. „My Happy Ending” (Live Acoustic Version)
3. „Take Me Away” (Live Acoustic Version)
4. „Take It” (początkowo nie wydany)
5. „My Happy Ending” (Teledysk)

Australijski CD single
1. „My Happy Ending” (Album Version)
2. „My Happy Ending” (Live Acoustic Version)
3. „Take Me Away” (Live Acoustic Version)
4. „Take It” (początkowo nie wydany)

## Listy przebojów
| Lista                                   | Pozycja |
| --------------------------------------- | ------- |
| United World Chart                      | 2       |
| Lista Top 40 Airplay Ameryki Łacińskiej | 9       |
| Billboard Hot 100                       | 9       |
| Kanadyjska lista singli                 | 11      |
| Australijska lista ARIA Top 50          | 6       |
| Japońska lista Top 200                  | 1       |
| Brytyjska lista przebojów               | 5       |
| Irlandzka lista singli                  | 7       |
| Niemiecka lista singli Top 100          | 17      |
| Austricka lista Top 75                  | 8       |
| Włoska lista Top 50                     | 1       |

| Lista                           | Pozycja |
| ------------------------------- | ------- |
| Hiszpańska Los 40 Principales   | 3       |
| Portugalska lista Top 20        | 3       |
| Holenderska lista Top 40        | 10      |
| Szwajcarska lista Top 100       | 13      |
| Szwedzka lista Top 60           | 11      |
| Norweska lista Top 20           | 6       |
| Izraelska lista Top 40          | 1       |
| Argentyńska lista Top 40 Singli | 2       |
| Brazylijska lista Hot 100       | 1       |
| Meksykańska lista Top 100       | 1       |
| Wenezuelska lista przebojów     | 1       |

## Historia wydania
| Region            | Data             |
| ----------------- | ---------------- |
| Japonia           | 7 lipca 2004     |
| Niemcy            | 19 lipca 2004    |
| Wielka Brytania   | 2 sierpnia 2004  |
| Kanada            | 3 września 2004  |
| Stany Zjednoczone | 3 września 2004  |
| Francja           | 2 listopada 2004 |